# Tom Ruegger
Tom Ruegger (ur. 4 kwietnia 1954 w Metuchen) – amerykański animator i autor piosenek. Jest znany ze swojej współpracy z Disney Television Animation oraz Warner Bros. Animation. Jest także twórcą seriali animowanych takich jak Przygody Animków, Animaniacy, Pinky i mózg oraz Histeria.

## Życiorys
Wychował się w Metuchen w stanie New Jersey. W dzieciństwie rysował postacie z Flintstonów, gdy serial był emitowany. Ukończył szkołę średnią w rodzinnym mieście w 1972.
W 1976, będąc studentem Dartmouth College, stworzył swój pierwszy kreskówkowy projekt, zatytułowany The Premiere of Platypus Duck. Krótko po ukończeniu studiów w tym samym roku przeprowadził się do Los Angeles, by rozpocząć karierę animatora. Ruegger rozpoczął swoją zawodową drogę w Filmation, pisząc dla Planety Gilligana. Niedługo później dołączył do Hanna-Barbera, gdzie pisał i produkował różne seriale animowane, w tym Nowy Scooby i Scrappy Doo, Snorksi, 13 duchów Scooby-Doo, Pound Puppies oraz Szczeniak zwany Scooby Doo. Napisał także jeden odcinek He-Man i władcy wszechświata.
W 1989 rozpoczął współpracę z Jean MacCurdy i Stevenem Spielbergiem w Warner Bros. Animation, gdzie tworzył i produkował szereg popularnych seriali animowanych, takich jak Przygody Animków, Taz-Mania, Batman, The Plucky Duck Show, Animaniacy, Pinky i mózg, Freakazoid!, Road Rovers oraz Histeria.
W 2004 Ruegger założył własne studio animacyjne, Tom Ruegger Production. W 2006 rozpoczął prace nad serią animowaną Animalia, opartą na książce Graeme’a Base’a, gdzie pełnił funkcję producenta wykonawczego i redaktora fabuły. Razem z Nicholasem Hollanderem rozwijał także serial animowany Sushi Pack.
W 2011 rozpoczął współpracę z Disney Television Animation, gdzie był producentem wykonawczym 40 odcinków serialu 7K dla Disney XD, komedii opartej na postaciach siedmiu krasnoludków z Królewny Śnieżki i siedmiu krasnoludków.